# Il mondo perduto (film 1925)
Il mondo perduto (The Lost World) è un film del 1925 diretto da Harry Hoyt.
La pellicola è l'adattamento cinematografico dell'omonimo romanzo di Arthur Conan Doyle, pubblicato a Londra nel 1912. Il romanzo uscì anche a puntate sulla rivista The Strand.
Il film - grazie agli effetti speciali di Willis O'Brien - mostrò per la prima volta al grande pubblico dei dinosauri "dal vivo" ed è considerato il capostipite di un fortunato filone cinematografico, quello del "mondo perduto" popolato di creature preistoriche.
Nel 1998 è stato scelto per essere conservato nel National Film Registry della Biblioteca del Congresso degli Stati Uniti.

## Trama
Prima dell'inizio del film vi è una breve introduzione da parte dell'autore del romanzo, Arthur Conan Doyle.
(Arthur Conan Doyle)

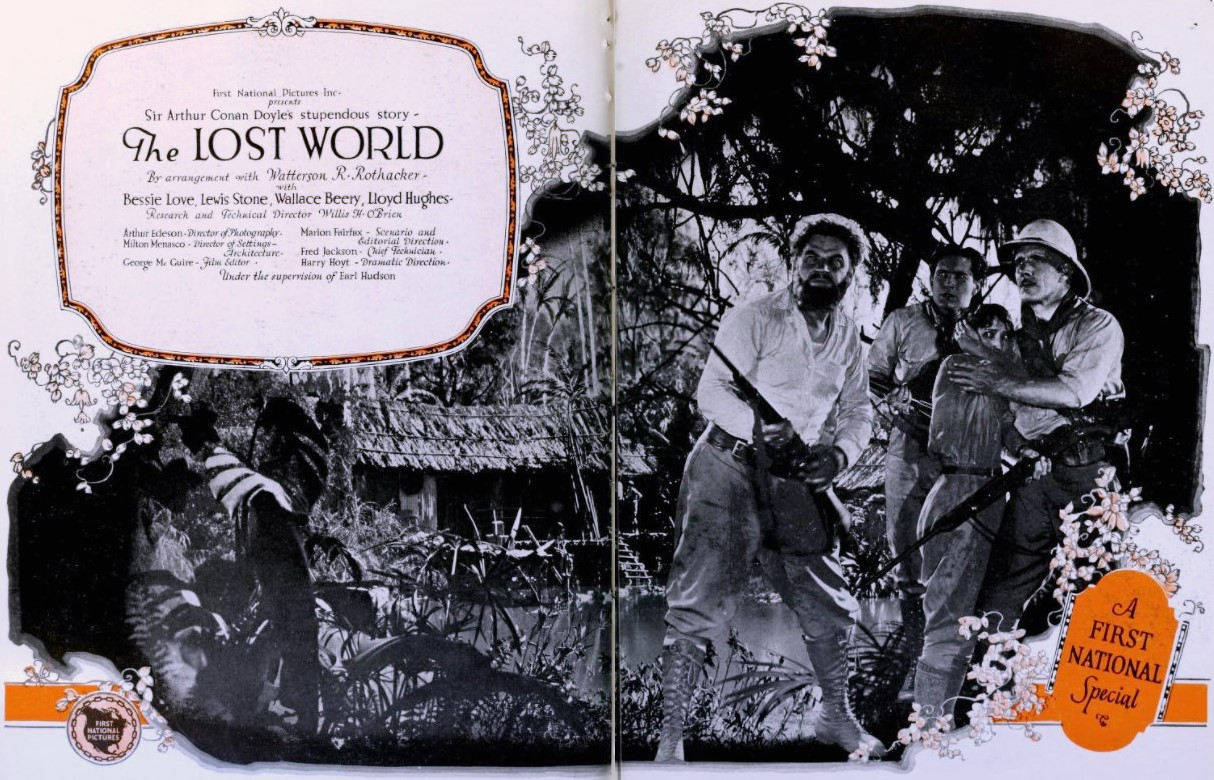
Locandina pubblicitaria del film

Edward Malone, giovane giornalista del London Record, cerca di convincere il suo redattore ad affidargli una missione pericolosa per poter impressionare la fidanzata Gladys. Malone viene accontentato quando gli viene dato il compito di intrufolarsi in una conferenza convocata dall'irascibile professor George Challenger, conferenza a cui era stato proibito l'accesso ai giornalisti (divieto che Malone riesce ad eludere grazie all'aiuto dell'amico John Roxton, celebre cacciatore). Challenger era finito nell'occhio del ciclone in seguito a sue dichiarazioni relative alla scoperta di un "mondo perduto" popolato da dinosauri nelle foreste dell'Amazzonia, dichiarazione che era stata accolta con scherno. Alla conferenza Challenger propone a sorpresa di organizzare una spedizione in Sud America per provare la fondatezza delle proprie dichiarazioni. Si dichiarano pronti a prender parte alla spedizione il professor Leo Summerlee (rivale di Challenger), Roxton e lo stesso Malone. Quando però Challenger chiede a quest'ultimo di fornire informazioni su sé stesso, Malone è costretto a dichiarare di essere un giornalista: la conferenza si conclude con Malone inseguito dall'infuriato professore, che se ne torna a casa. 
Seguitolo e intrufolatosi nella dimora, Malone e Challenger hanno un nuovo alterco, che però si conclude presto quando il primo lo informa che Roxton è un suo amico. Il professore, calmatosi, spiega perciò a Malone di essere entrato in possesso del diario dell'esploratore Maple White, scomparso in Sud America; a recapitargli il diario era stata la figlia dell'esploratore, Paula (reduce dalla spedizione in cui era scomparso Maple), la quale aveva sostenuto che che lei e il padre avessero scoperto un altopiano popolato da dinosauri. Il professore si era perciò convinto che questi animali non si fossero ancora del tutto estinti e aveva promesso a Paula che si sarebbe impegnato ad organizzare una spedizione per ritrovare il padre. Malone a questo punto propone che sia il suo giornale a finanziare la spedizione per ritrovare Maple White, ottenendo l'approvazione di Challenger.

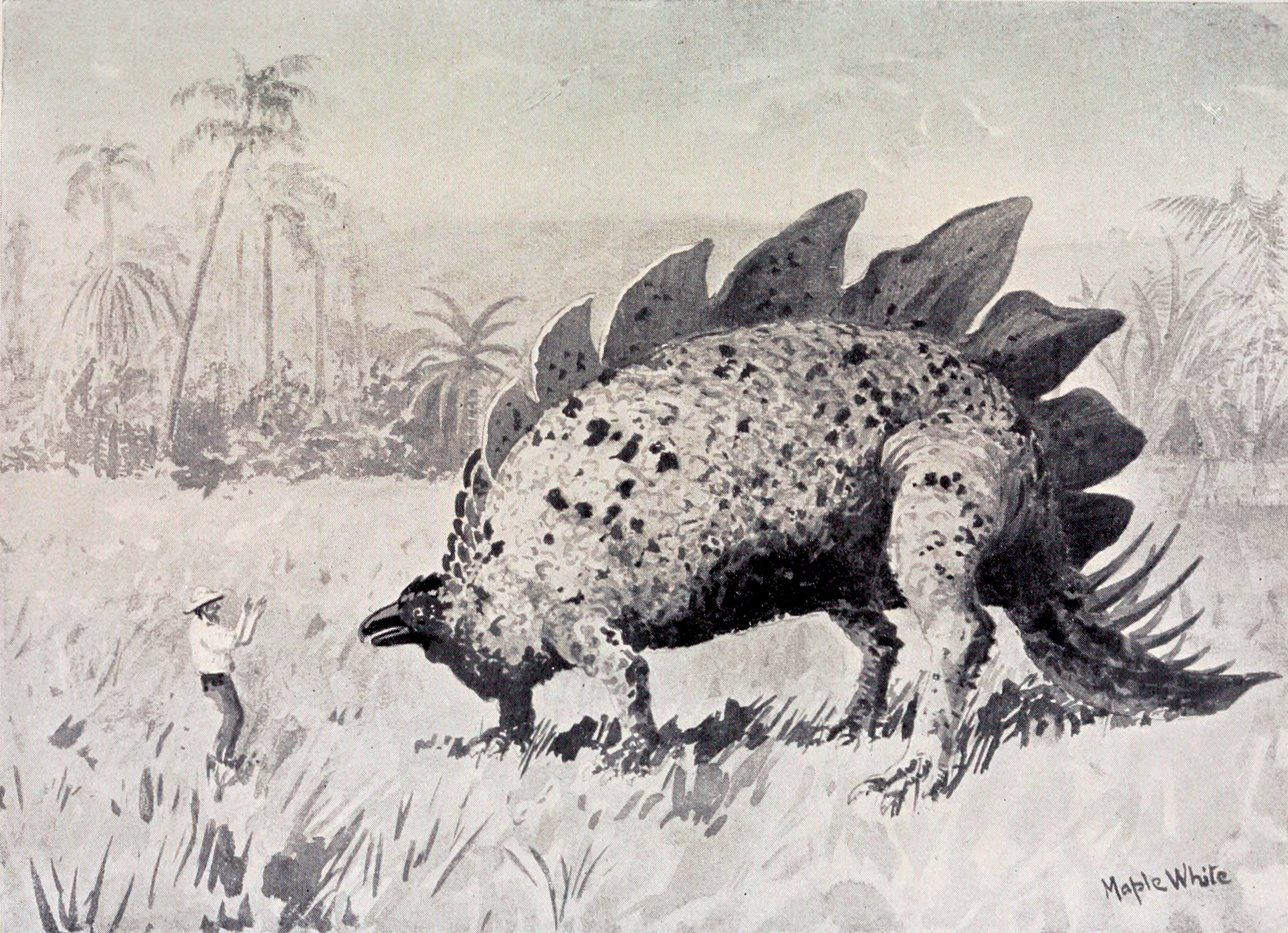
Illustrazione del romanzo di Stegosaurus a confronto con un uomo dal taccuino dello scomparso Maple White

La squadra (a cui si è unita anche Paula) arriva in Sud America e, dopo aver percorso il Rio delle Amazzoni con la guida Zambo, arriva ai piedi dell'altopiano al confine tra Brasile, Colombia e Perù. Qui vengono subito fatti oggetto di attacco da parte di un uomo-scimmia, che tenta di scagliargli addosso un grosso masso dalla cima dell'altopiano. Subito dopo la squadra rimane scioccata dall'arrivo di uno Pteranodon, con in bocca un Merycoidodon come pasto. La visione del volatile è la prova che il diario di White fosse veritiero. 

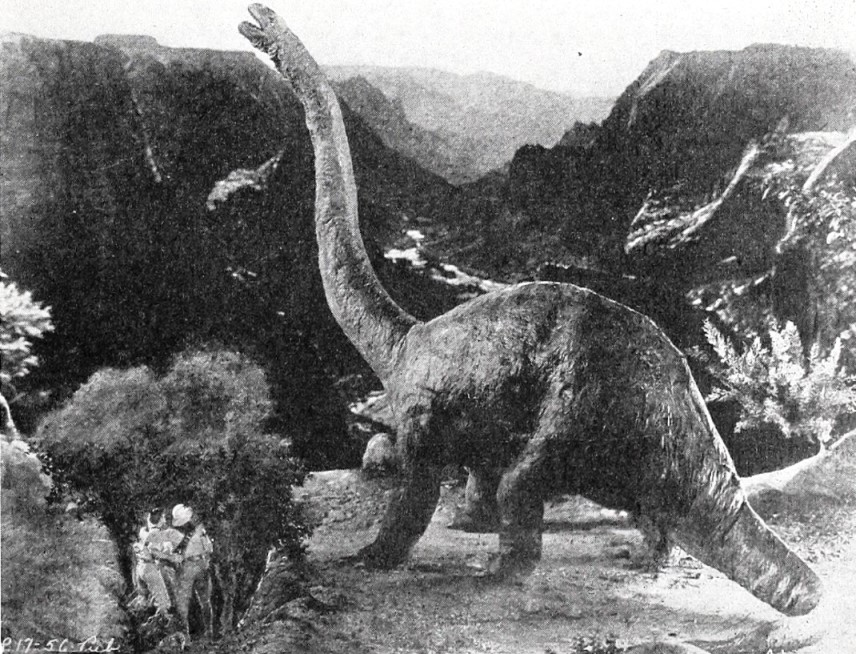
Il celebre brontosauro del film

Il giorno dopo la squadra si prepara ad entrare nell'altopiano. Le pareti di questo sono scoscese, ripidissime e impossibili da scalare; l'unico modo per entrarvi è perciò di arrampicarsi su un dirimpettaio picco roccioso (ad un'elevata altezza) e di abbattere un albero che possa servire da ponte per scavalcare il precipizio sottostante. Entrati finalmente nel mondo perduto, i cinque membri della spedizione incontrano un Brontosaurus; l'animale, in cerca di cibo, si reca proprio verso l'albero abbattuto da Challenger, facendolo precipitare. La squadra si ritrova intrappolata sull'altopiano senza possibilità di fuga. 

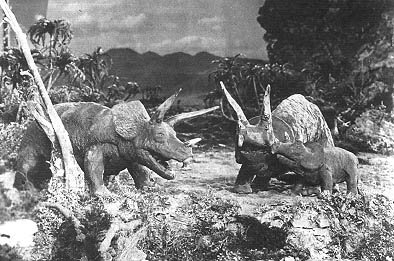
Dinosauri animati da Willis O'Brien a passo uno

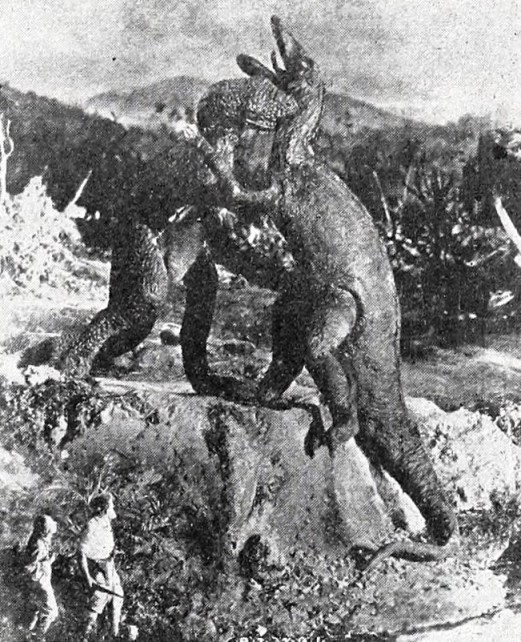
I protagonisti assistono allo scontro tra un allosauro ed un tracodonte

Dopo aver allestito un accampamento provvisorio su di una piccola altura nei pressi d'una boscaglia, la squadra è testimone della vita tra le bestie preistoriche: un aggressivo Allosaurus, intento a salvaguardare il territorio, uccide un Trachodon e poi (dopo che la carcassa di questo è finita in una palude) attacca una famiglia di Triceratops, venendo respinto. La bestia attaccabrighe minaccia anche la squadra avvicinandosi al campo, ma Malone riesce a metterla in fuga lanciandole una torcia infuocata in bocca. 

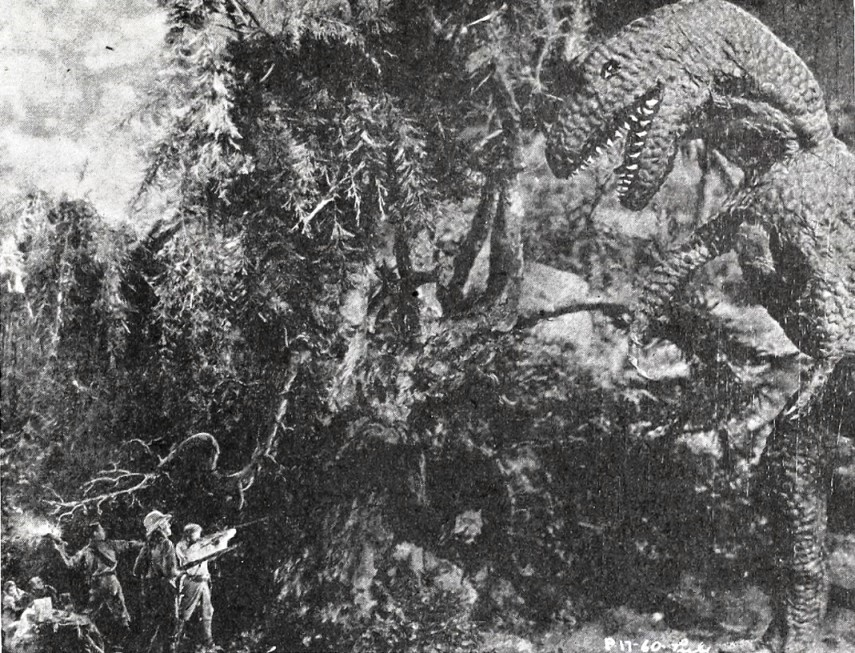
L'attacco iconico dell'allosauro nell'accampamento provvisorio del gruppo

L'allosauro attacca quindi un Agathaumas dopo che quest'ultimo era stato disturbato da un grosso Stegosaurus, ma rimane ucciso dall'erbivoro. Quest'ultimo, però, viene subito dopo aggredito ed ucciso da un grosso Tyrannosaurus, il re dell'altopiano, il quale è in grado di catturare, con un balzo improvviso, e divorare anche uno pteranodonte. Convinto che il campo non sia sicuro di fronte a una minaccia del calibro di un T-rex, Malone scala un albero per cercare una nuova, eventuale, ubicazione, ma viene attaccato dall'uomo-scimmia. Roxton riesce a sparare e a ferire la bestia, costringendola alla fuga.
Trovata una caverna, gli esploratori allestiscono un rifugio per vivere indefinitamente sull'altopiano. A questo punto Malone confessa il suo amore per Paula ed i due si fidanzano ufficialmente. Roxton, invece, esplorando accuratamente la caverna, trova uno scheletro umano con all'interno della gabbia toracica un medaglione contenente la foto di Paula; Roxton intuisce che si tratti dei resti di Maple White e che sia stato l'uomo-scimmia che hanno incontrato ad ucciderlo (lo scheletro ha il cranio fracassato).

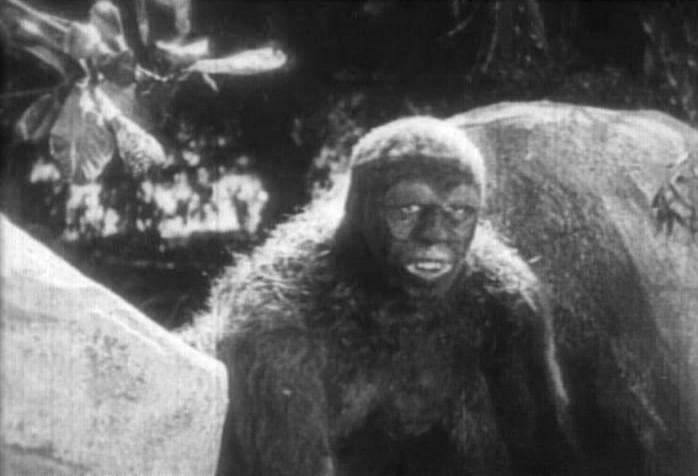
Bull Montana, l'uomo scimmia del film

Prima di raggiungere Paula, Roxton, continuando ad esplorare la caverna, scopre che questa termina in una fessura lungo la parete dell'altopiano, proprio a ridosso di alcune decine di metri in altezza dal vecchio accampamento del gruppo. Sparando dei colpi di pistola in aria, Roxton si fa notare dalla guida Zambo e da Austin, maggiordomo di Challenger, entrambi rimasti ai piedi dell'altopiano. Essendo la fessura ad un'altezza non eccessivamente elevata, Austin e Zambo hanno un'idea: con le corde a loro disposizione i due fabbricheranno una scala che, la mattina dopo, verrà portata in cima da Jocko, la scimmietta di Paula (in grado di scalare la parete rocciosa), il che permetterà alla squadra di lasciare l'altopiano. Dopo aver escogitato con i due il piano di fuga, Roxton raggiunge Paula e le consegna il medaglione, raccontandole ciò che ha visto; la ragazza scoppia in lacrime per la morte del padre.

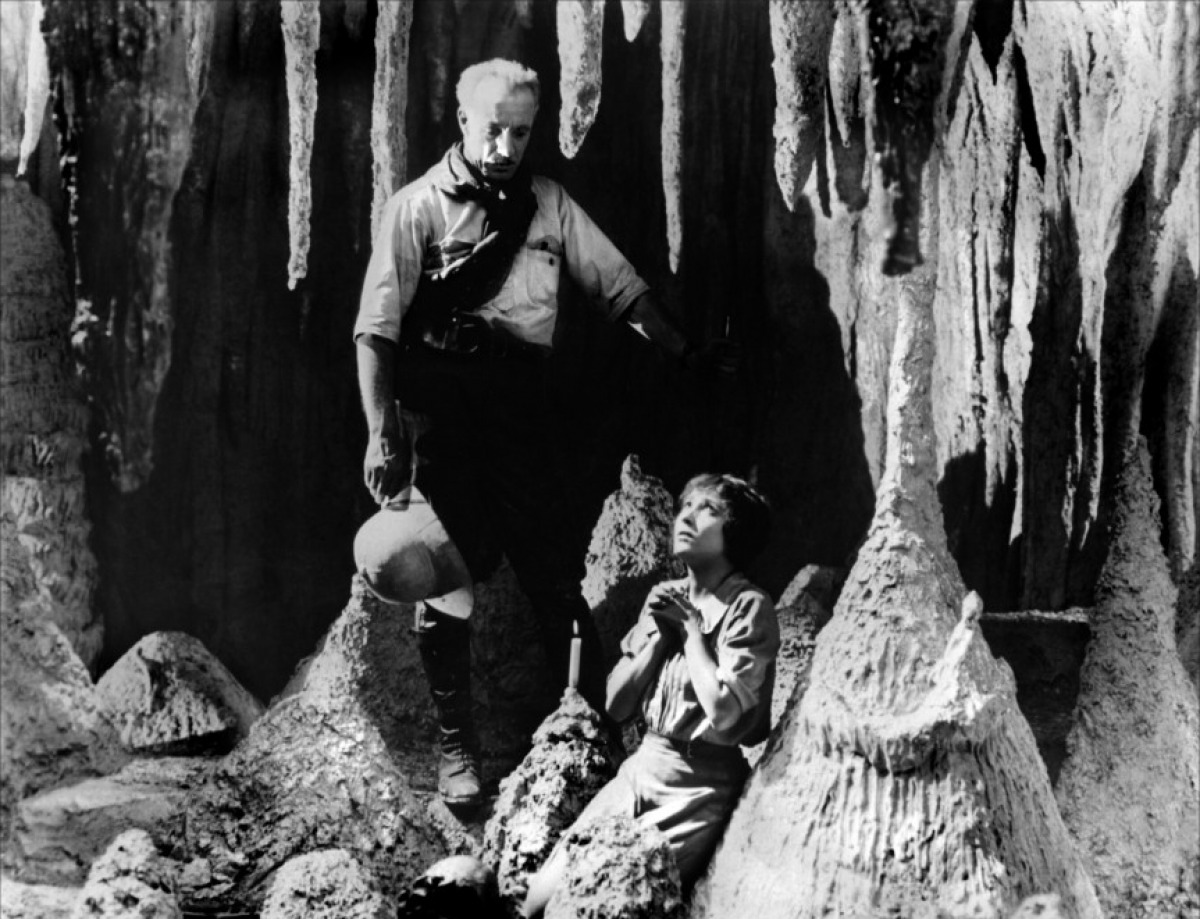
Lewis Stone e Bessie Love in una scena del film

Intanto Challenger e Summerlee, allontanatisi dal rifugio, scorgono un brontosauro lottare con un allosauro; il carnivoro ha la meglio sul sauropode e lo scontro si conclude con il brontosauro che precipita dall'altopiano. Subito dopo, l'eruzione di un vulcano provoca una fuga precipitosa e massiccia fra gli animali del mondo perduto; Challenger e Summerlee vengono soccorsi da Malone e i tre riescono a tornare sani e salvi al rifugio. La mattina dopo la squadra, utilizzando la scala fabbricata da Austin e Zambo, riesce a lasciare l'altopiano. Malone, l'ultimo a scendere, viene attaccato di nuovo dall'uomo-scimmia che tira verso di sé la scala ed anche lo stesso Malone; l'uomo-scimmia viene di nuovo colpito e, questa volta, ucciso da Roxton. Malone corre felice da Paula, ma lei gli dichiara che, essendo ormai tornati al mondo civile, la loro dichiarazione d'amore precedentemente fatta non significa più nulla, essendo il giornalista già impegnato con Gladys. 
Ormai salvi, i membri della spedizione trovano (impantanato nel fango) il brontosauro precipitato il giorno prima dall'altopiano; l'animale è riuscito a sopravvivere finendo in uno specchio d'acqua. Soccorsi da una squadra guidata dal maggiore Hubbard, Challenger e Roxton decidono di tornare in Inghilterra portandosi dietro il gigantesco animale come prova.
A Londra vengono allestiti i preparativi per mostrare il dinosauro catturato. Sfortunatamente, durante le operazioni di scarico dalla nave, i ganci della gabbia contenente l'animale cedono e il dinosauro riesce a fuggire, provocando una serie di sconvolgimenti nella città, finché non arriva al Tower Bridge. Una volta arrivato al ponte, la campata di quest'ultimo crolla sotto il peso del dinosauro, facendolo cadere nel Tamigi dove scappa nuotando verso il mare. Challenger rimane scioccato vedendo la sua creatura andare via. Nel frattempo, Malone si reincontra con Gladys e scopre che si è appena sposata con un altro; lei afferma di essere mortificata per non averlo aspettato, ma Malone le confessa che ormai non gli importa più niente di lei e che si sposerà con Paula.

## Produzione
Il film è stato interamente girato in studio, fra i Brunton Studios di Los Angeles ed i Biograph Studios di New York, dal 1º ottobre al 1º dicembre 1924.
Il personaggio di Paula White non esiste nella storia originale di Conan Doyle; venne aggiunto per aggiungere al film un interesse romantico.
Tra gli interpreti, l'attore che recita il ruolo del professor Summerlee è Arthur Hoyt, fratello del regista. Il futuro divo Gilbert Roland appare tra le comparse di questo che è il suo secondo film.

## Distribuzione
Il copyright del film, richiesto dalla First National Pictures, Inc., fu registrato il 24 gennaio 1925 con il numero LP21068. Distribuito dalla First National Pictures, il film fu presentato in prima mondiale a Boston il 2 febbraio 1925. Venne poi presentato a New York l'8 febbraio, uscendo nelle sale in distribuzione normale il 22 giugno 1925.
In Italia, uscì nel 1925 distribuito dalla First National con il visto di censura numero 20509.
Fu il primo film a essere proiettato durante un volo aereo, su un dirigibile in viaggio tra Londra e Parigi nell'aprile 1925.
Nel luglio del 1929, la Kodascope acquistò i diritti del film; il positivo di protezione originale venne modificato fino a cinque bobine per creare la versione ridotta Kodascope da 16 mm. Questa versione abbreviata della Kodascope è stata l'unica ampiamente conosciuta a sopravvivere negli Stati Uniti fino al 2003 (le bobine originali a 35 mm andarono distrutte in un incendio agli Universal Studios), quando venne ritrovata una stampa originale a 35mm colorata a mano, più ampia (ma sempre incompleta) nelle mani di un collezionista privato ed acquistata dalla Film Preservation Associates.
Nel 2016 è stato completato un restauro 2K della Lobster Films (con il supporto di Academy Film Archive, Archive of Modern Conflict, Blackhawk Film Collection, Library of Congress, Narodni Filmarchiv e UCLA Film and Television Archive), combinando porzioni di undici elementi del film per presentare la ricostruzione più completa del film ritenuta possibile, cronometrando in poco meno di un'ora e quaranta minuti.
La pellicola è entrata nel pubblico dominio negli Stati Uniti.

## Influenza culturale
Il film per la prima volta (1925) mostrava al grande pubblico dei dinosauri "dal vivo" dei quali al massimo, fino ad allora, si erano visti gli scheletri.
Il film è capostipite di un fortunato filone cinematografico, quello del "mondo perduto" popolato di creature preistoriche, da cui avrebbero attinto film di successo come Jurassic Park (1993) di Steven Spielberg; come ulteriore omaggio alla pellicola di Hoyt, il sequel venne intitolato Il mondo perduto - Jurassic Park (1997), nel quale è inoltre ripresa la scena del dinosauro in città.
L'autore degli effetti speciali Willis O'Brien è il maestro dichiarato di Ray Harryhausen (entrambi usavano la tecnica dello stop motion), nonché autore otto anni dopo di King Kong.